# Котівський замок
Котівський замок — втрачена оборонна споруда в селі Котові Саранчуківської громади Тернопільського району Тернопільської области України.

## Відомості
У енциклопедії-довіднику «Географічний словник Королівства Польського» зазначається про те, що замок був оточений з усіх боків ставом (його площа була 400 моргів, це 224 гектари).
На карті Фрідріха фон Міга 1782 р. замок позначений, як чотирикутник, оточений валами, із трьома мурованими будівлями на замковому подвір'ї. У 1861—1864 рр. фортеця позначена як чотирикутник із трьома мурованими будівлями на замковому подвір'ї, будівлі розміщені в іншому порядку, ніж на карті 1782 р.
Потоцькі спорудили замок, який у XVIII ст. перебудували на палац. Перед Другою світовою війною сліди валів були помітними.